# Belford Westhall Motte
Belford Westhall Motte är ett slott i Storbritannien.   Det ligger i grevskapet och kommunen Northumberland i riksdelen England, i den centrala delen av landet, 500 km norr om huvudstaden London. Belford Westhall Motte ligger 61 meter över havet.
Terrängen runt Belford Westhall Motte är lite kuperad. Runt Belford Westhall Motte är det ganska glesbefolkat, med 25 invånare per kvadratkilometer. Närmaste större samhälle är Wooler, 12,3 km sydväst om Belford Westhall Motte. Trakten runt Belford Westhall Motte består till största delen av jordbruksmark.